# Динамо Сити
«Динамо Сити», ранее «Динамо Тирана» (алб. FK Dinamo Tiranë) — албанский футбольный клуб из города Тирана, основанный 25 июня 1950 года. В 1995—1997 годах клуб носил название «Олимпик Тирана» (KS Olimpik Tiranë). Является самым титулованным албанским клубом после «Тираны».

## История
Клуб был официально основан 3 марта 1950 года Министерством внутренних дел Албании в период коммунистического режима Энвера Ходжи. В сезоне 1971/72 клуб дебютировал в еврокубках, встретившись с венской «Аустрией» в рамках Кубка обладателей кубков, албанская команда проиграла с общим счётом 1:2. В сезоне 1985/86 «Динамо» впервые обыграло в еврокубках соперника по сумме двух матчей: в Кубке УЕФА благодаря единственному домашнему голу из розыгрыша был выбит мальтийский «Хамрун Спартанс», однако уже в следующем раунде клуб уступил лиссабонскому «Спортингу». В 1995 году команда была переименована в «Олимпик Тирана»; в 1997 году клуб вернулся к своему первоначальному названию.
В сезоне 2005/06 после того, как клуб занял третье место в таблице, новым тренером «Динамо Тирана» стал Фарук Сейдини, один из лучших футбольных специалистов Албании. Он тренировал клуб, пока его не уволил президент Бесника Суляй. Сейдини вернулся в «Динамо», поработав в «Шкумбини». 23 октября 2006 года Фарук Сейдини снова был уволен. В начале сезона 2007/08 тренером стал Агим Цанай. Его заменил Илир Даджа, который привёл «Динамо» к чемпионскому титулу после волевой победы в решающем матче над «Партизани» со счётом 2:1, причём «Динамо» играло 36 минут с девятью игроками. Хорватский игрок «Динамо» Перо Пейич стал лучшим бомбардиром того турнира. Летом 2008 года Илир Даджа занял должность директора, уступив тренерский пост аргентинцу Марсело Хавьеру Сулете. Тренер также привёл с собой четыре аргентинских игрока: вратаря Даниэля Бертойю, защитника Алехандро Палладино, полузащитника Агустина Гонсалеса и нападающего Кристиана Кампосано. Сулета сыграл первый отборочный матч Лиги чемпионов против боснийской «Модричи», после чего его заменил помощник Артан Мергьюши, который провёл у руля клуба только один матч. Вместе с Сулетой клуб также покинули четыре аргентинских игрока. После Мергьюши новым тренером «Динамо» был назначен Златко Далич, он подписал контракт с клубом на два года. Соглашение было разорвано, когда «Динамо» проиграло свой второй матч в начале сезона 2008/09 «Партизани». Через пять дней после ухода Далича новым тренером был назначен Шелджим Муча. В сезоне 2009/10 «Динамо» стало чемпионом в 18-й раз. В сезоне 2011/12 клуб занял последнее место в чемпионате и был понижен в классе. Начиная с сезона 2012/13, клуб выступал в Первом дивизионе и несколько раз рисковал опуститься еще ниже. Спустя девять лет «Динамо» вновь заслужило место в Суперлиге.
25 августа 2023 года президент клуба Ардиан Бардхи объявил о переименовании клуба в «Динамо Сити».

## Дерби и ультрас
У «Динамо» есть два главных дерби, это матчи с клубом «Партизани» (это противостояние называется «Албанское коммунистическое дерби»). Второе дерби с клубом «Тирана» (это дерби носит название «Тиранское дерби»).
Ультрас «Динамо» Тирана носят название «Blue Boys». Группа была сформирована в 2008 году и собрала сотни членов в первые несколько лет. Они организовывают встречи и поездки на матчи по Албании и за границу, популяризируют тиранское «Динамо» и координируют деятельность болельщиков.

## Достижения
- Чемпион Албании (18): 1950, 1951, 1952, 1953, 1955, 1956, 1960, 1966/67, 1972/73, 1974/75, 1975/76, 1976/77, 1979/80, 1985/86, 1989/90, 2001/02, 2009/10
- Обладатели Кубка Албании (14): 1950, 1951, 1952, 1953, 1954, 1960, 1971, 1974, 1978, 1982, 1989, 1990, 2003, 2025